# Plectris bicolor
Plectris bicolor är en skalbaggsart som beskrevs av Frey 1967. Plectris bicolor ingår i släktet Plectris och familjen Melolonthidae. Inga underarter finns listade i Catalogue of Life.